# Дукас, Алекс
Алекс Дукас (англ. Alex Ducas; род. 11 декабря 2000, Джералдтон, Западная Австралия) — австралийский профессиональный баскетболист, выступающий за клуб НБА «Оклахома-Сити Тандер». Играет на позиции атакующего защитника и лёгкого форварда.

## Профессиональная карьера

### Оклахома-Сити Тандер (2024–настоящее время)
После того, как Дукас не был выбран на драфте НБА 2024 года, он присоединился к клубу «Оклахома-Сити Тандер» для участия в Летней лиге НБА 2024 года. 16 июля 2024 года Дукас подписал с двусторонний контракт с «Оклахомой». Он набрал свои первые очки в НБА в январе 2025 года после того, как травма спины вывела его из строя почти на два месяца. Он принял участие в 21 игре в НБА в течение регулярного сезона, набирая в среднем 1,7 очка и 1,2 подбора за игру. Он также сыграл в шести играх за «Оклахома-Сити Блю» в Джи-Лиге НБА в сезоне 2024/25. Хотя Дукас не играл за «Тандер» в плей-офф, он был частью команды, которая выиграла чемпионат, что сделало его девятым игроком австралийского происхождения, завоевавшим титул чемпиона НБА.

## Статистика

### Статистика в NCAA
| Сезон | Команда    | Conf  | Class | GP  | GS  | MPG  | FG%  | 3P%  | FT%  | RPG | APG | SPG | BPG | PPG  |
| --- | ---------- | ----- | ----- | --- | --- | ---- | ---- | ---- | ---- | --- | --- | --- | --- | ---- |
| 2019/20 | Сент-Мэрис | WCC   | FR    | 33  | 11  | 15,1 | 47,8 | 41,4 | 75,0 | 2,2 | 0,4 | 0,3 | 0,0 | 3,6  |
| 2020/21 | Сент-Мэрис | WCC   | SO    | 14  | 9   | 22,0 | 41,3 | 32,8 | 84,2 | 4,4 | 0,5 | 0,5 | 0,1 | 7,9  |
| 2021/22 | Сент-Мэрис | WCC   | JR    | 34  | 34  | 29,8 | 40,9 | 38,7 | 82,0 | 3,7 | 0,9 | 0,9 | 0,2 | 10,3 |
| 2022/23 | Сент-Мэрис | WCC   | SR    | 35  | 35  | 31,3 | 43,3 | 41,4 | 86,8 | 4,3 | 1,0 | 0,9 | 0,4 | 12,5 |
| 2023/24 | Сент-Мэрис | WCC   | SR    | 34  | 34  | 28,1 | 45,3 | 43,8 | 77,4 | 5,6 | 1,9 | 0,7 | 0,2 | 9,9  |
| Всего | Всего      | Всего | Всего | 150 | 123 | 25,8 | 43,3 | 40,6 | 82,8 | 4,0 | 1,0 | 0,7 | 0,2 | 9,0  |
| Наведите курсор мыши на аббревиатуры в заголовке таблицы, чтобы прочесть их расшифровку Статистика приведена с сайта sports-reference.com |            |       |       |     |     |      |      |      |      |     |     |     |     |      |